# Рудератсхофен
Рудератсхофен (нем. Ruderatshofen) — община в Германии, в земле Бавария. 
Подчиняется административному округу Швабия. Входит в состав района Восточный Алльгой. Подчиняется управлению Биссенхофен.  Население составляет 1725 человек (на 31 декабря 2010 года). Занимает площадь 33,52 км².